# گلدباگن
جایزهٔ گلدباگن یا جایزهٔ سوسک طلایی (سوئدی: Guldbaggen) یک جایزهٔ سینمایی است که به صورت سالانه در کشور سوئد به برترین محصولات سینمایی اهدا می‌شود.
این مراسم که در سال ۱۹۶۴ راه‌اندازی شده‌است شامل جوایزی همچون بهترین فیلم، بهترین کارگردانی، بهترین فیلم‌نامه، بهترین فیلم‌برداری، بهترین بازیگر مرد و زن، بهترین بازیگر نقش مکمل مرد و زن است.